# Артемьев, Тимофей Тимофеевич
Тимофе́й Тимофе́евич Арте́мьев (10 июня (28 мая) 1903, Лобково, Рязанская губерния, Российская империя — 12 декабря 1978, Москва, СССР) — советский футболист и хоккеист с мячом.
Играл в футбол динамовских командах Москвы, Одессы и Алма-Аты, а также в «Пищевиках» и в ленинградском «Большевике».
С начала 1910-х годов, когда футбол только появился в Москве, Тимофей и его братья Георгий, Пётр, Иван (сын — Валентин) и Сергей (сын — Виталий) стали увлечёнными футболистами.
В 1927 году — в двадцать четыре года — призвали Тимофея на военную службу. Стал он военным моряком, черноморским, а потом и балтийским подводником. На юге неоднократно выступал в команде Одессы.
В составе ленинградской «Красной Зари» выступал в первом чемпионате и Кубке СССР 1936 года по хоккею с мячом.
В Кубке СССР по хоккею с мячом 1936 забивал командам:
- «Динамо» (Ростов-на-Дону) — 2 мяча (1/16 финала);
- «Торпедо» (Москва) — 1 мяч (1/8 финала);
- «Моряк» (Архангельск) — 1 мяч (1/4 финала)[3].

16 июня 1936 года в игре против будущего чемпиона страны столичного «Динамо» проигранного со счётом 1:5 забил единственный гол.
В годы войны был эвакуирован в Алма-Ату и проживал там до 1968 года.